# Paolo Maria Nocera
Paolo Maria Nocera (né le 22 juillet 1985 à Rome) est un pilote automobile italien.

## Carrière automobile
- 2003 : Championnat d'Italie de Formule Renault, 20e
- 2004 : Championnat d'Italie de Formule 3, 13e
  - Championnat d'Italie de Formule Renault, 20e
- 2005 : Championnat d'Italie de Formule 3, 3e
- 2006 : Euro Formule 3000, 13e
  - Formule 3 Euro Series, non classé
- 2007 : Championnat d'Italie de Formule 3, champion
- 2008 : GP2 Series, non classé